# Lenne (Basse-Saxe)
Pour les articles homonymes, voir Lenne.
Lenne est une municipalité allemande du land de Basse-Saxe et l'Arrondissement de Holzminden. En 2014, elle comptait 653 hab.

## Source
- (de) Cet article est partiellement ou en totalité issu de l’article de Wikipédia en allemand intitulé « Lenne (Niedersachsen) » (voir la liste des auteurs).